# C6orf229
C6orf229 (англ. Chromosome 6 open reading frame 229) – білок, який кодується однойменним геном, розташованим у людей на 6-й хромосомі. Довжина поліпептидного ланцюга білка становить 230 амінокислот, а молекулярна маса — 26 547.
| 10         |  | 20         |  | 30         |  | 40         |  | 50         |
| ---------- |  | ---------- |  | ---------- |  | ---------- |  | ---------- |
| MANSRFSCTQ |  | IWVKMYGYFA |  | GLCRRLQKFW |  | RVTVKGFFVK |  | KKEKKIPSAE |
| TYFHEEKIVV |  | LGQVLMNESL |  | PIEKRAQAAQ |  | KIGLLAFTGG |  | PPAGNFAAEY |
| MEEVAHLLQD |  | EELAPKIKIL |  | LLQSVACWCY |  | LNPVSQKRAK |  | SLQFIPILIS |
| FFEGRFESTI |  | KSETNSYLLL |  | KFWTCYVLSV |  | MTCNNLSCVK |  | ELKDHSALKY |
| HLQMLAAENW |  | SGWTENFAEV |  | LYFLIGFHRN |  |            |  |            |

A: Аланін

C: Цистеїн

D: Аспарагінова кислота

E: Глутамінова кислота

F: Фенілаланін

G: Гліцин

H: Гістидин

I: Ізолейцин

K: Лізин

L: Лейцин

M: Метіонін

N: Аспарагін

P: Пролін

Q: Глутамін

R: Аргінін

S: Серин

T: Треонін

V: Валін

W: Триптофан